# Bugz in the Attic
Bugz in the Attic är ett kollektiv bestående av DJ:s och musikproducenter, hemmahörande i västra London. De anses vara frontfigurer inom broken beat-genren. Kollektivets medlemmar utgörs av Orin Walters (Afronaught), Paul Dolby, Kaidi Tatham, Daz-I-Kue, Alex Phountzi (Neon Fusion), Cliff Scott, Mark Force, Matt Lord och Mikey Stirton. Kollektivet driver även ett skivbolag, BitaSweet Records, och en studio, The BitaSuite. Dessutom driver kollektivet sin egen nattklubb Co-Op Club på Plastic People i Shoreditch, London.
De har släppt ett antal singlar, remixer och samlingsalbum. Deras debutalbum Back in the Doghouse släpptes den 25 juli 2006 på V2 Records.
Deras single "Don't Stop The Music" nådde nummer 76 på listan UK Singles Chart och nummer 1 på UK Dance Chart under 2006.

## Diskografi
- FabricLive.12  (2003)
- Got the Bug: the Bugz in the Attic Remixes Collection  (2004)
- Life: Styles (2005)
- Back in the Doghouse (2006)
- Back to Mine (2007)
- Got the Bug 2: Bugz in the Attic Remixes Collection Pt ll (2009)